# Un vânător de temut
Un vânător de temut este un film românesc din 1983 regizat de Isabela Petrașincu.